# Agagus
Agagus là một chi ốc biển, là động vật thân mềm chân bụng sống ở biển trong họ Trochidae, họ ốc đụn.

## Các loài
Các loài trong chi Agagus gồm có:
- Agagus agagus Jousseaume, 1894[3]
- Agagus stellamaris Herbert, 1991

Martin Zuschin, Ronald Janssen and Christian Baal (2009) also mention an Agagus n.sp found in the Red Sea, that differs from A. agagus by its smooth base and from A. stellamaris (found in the Indian Ocean) by its higher conical shape.

## Hình ảnh

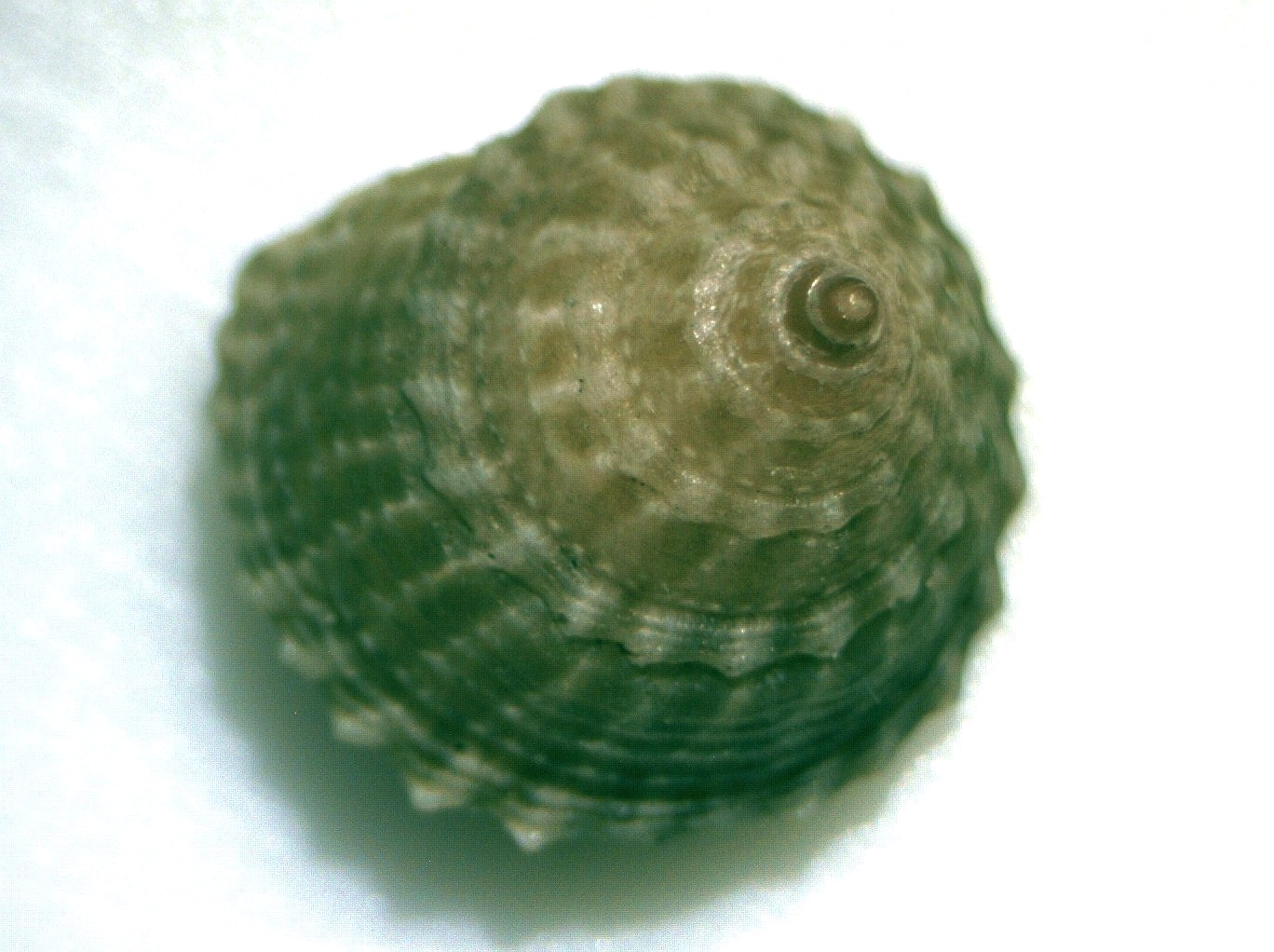
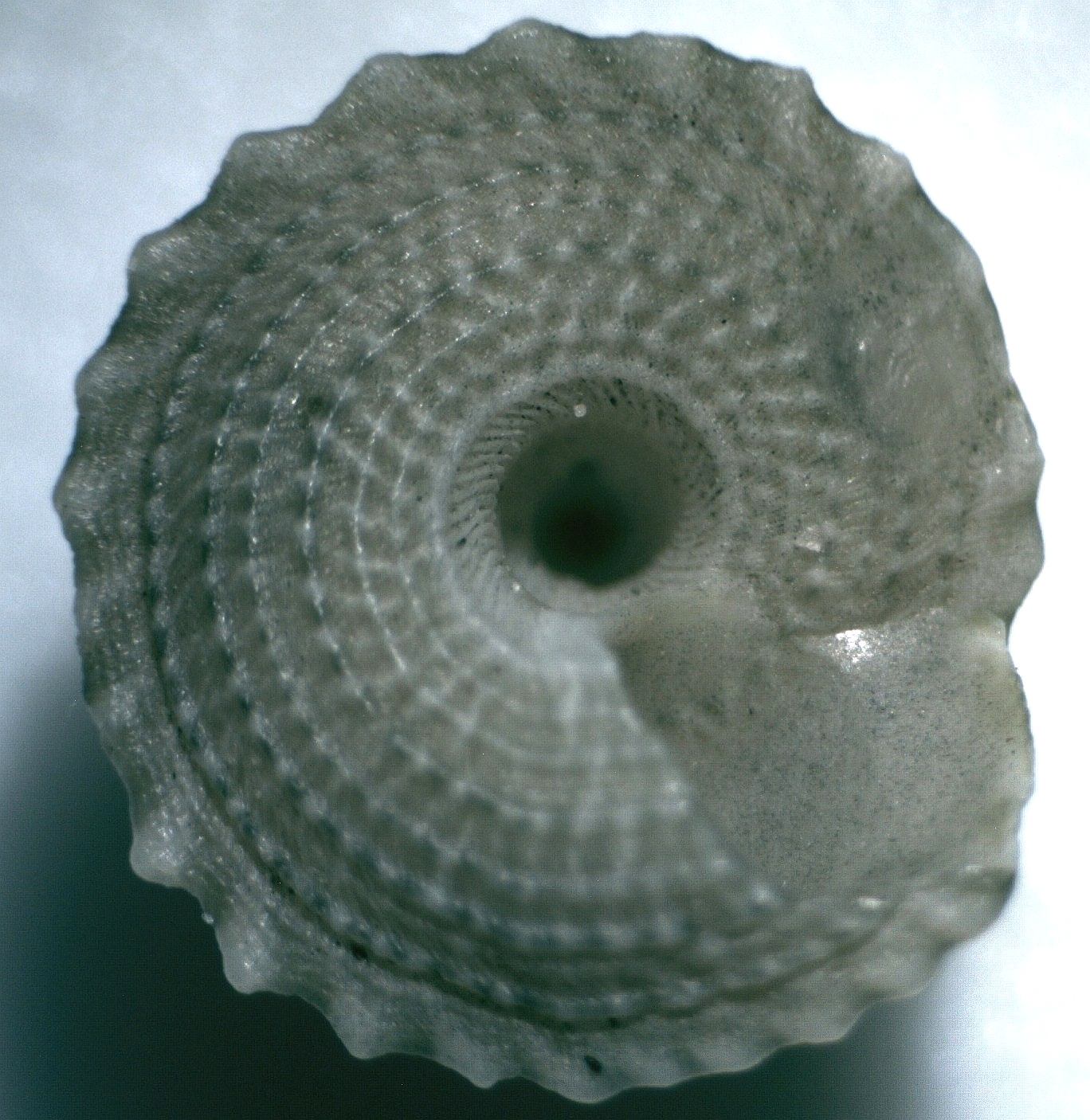